# Tires (serie televisiva)
Tires è una serie televisiva americana di genere commedia creata da Shane Gillis, Steve Gerben e John McKeever. La serie ha come protagonisti gli stessi Gillis e Gerben, affiancati da Chris O'Connor, Kilah Fox e Stavros Halkias.
La prima stagione è stata distribuita il 23 maggio 2024 su Netflix. Il 21 maggio 2024, Netflix ha annunciato che la serie sarebbe stata rinnovata per una seconda stagione, uscita il 5 giugno 2025. Nel luglio 2025, la serie è stata rinnovata per una terza stagione.

## Trama
La storia è incentrata su Will, che gestisce una sede della catena di officine di riparazione auto della sua famiglia in difficoltà, la "Valley Forge Automotive Center". Mentre Will cerca di rilanciare l'attività, si scontra con le persistenti molestie del suo odioso cugino e ora dipendente, Shane, che tormenta e indebolisce Will in ogni possibile occasione.

## Episodi
| Stagione         | Episodi | Pubblicazione originale | Pubblicazione italiana |
| ---------------- | ------- | ----------------------- | ---------------------- |
| Episodio pilota  | 1       | 10 aprile 2019          | 10 aprile 2019         |
| Prima stagione   | 6       | 2024                    | 2024                   |
| Seconda stagione | 12      | 2025                    | 2025                   |

## Personaggi

### Personaggi principali
- Shane, interpretato da Shane Gillis
- Will, interpretato da Steve Gerben
- Cal, interpretato da Chris O'Connor
- Kilah, interpretata da Kilah Fox
- Dave, interpretato da Stavros Halkias
- Phil, interpretato da Thomas Haden Church (stagione 2)

### Personaggi secondari
- Schulz, interpretato da Andrew Schulz
- Tommy, interpretato da Tommy Pope
- Anthony, interpretato da Anthony Moore
- Il meccanico di Belmont, interpretato da John McKeever
- Max il poliziotto, interpretato da Matt McCusker
- George, interpretato da Francis Ellis
- Reagan, interpretata da Kerryn Feehan
- Amber, interpretata da Rachel Keefe
- Darren, interpretato da Ryan Shaner
- Mike, interpretato da Mike Rainey
- Alexis, interpretata da Emely Cartagena
- Molly, interpretata da Rachel Aspen
- Vicki, interpretata da Ellen McAlpine
- Mary, interpretata da Mary Radzinski
- Irate Customer, interpretato da Jon Lovitz
- Mike, interpretato da Vince Vaughn

## Produzione
Un episodio pilota di Tires è stato caricato originariamente nel 2019 sul canale YouTube di Gillis, ma è stato rimosso prima della première dello show. Alcuni anni dopo, Gillis investì in una prima stagione di sei episodi, la cui distribuzione fu affidata a Netflix. Lo spettacolo è stato presentato in anteprima il 23 maggio 2024. È stato rinnovato per una seconda stagione il 21 maggio 2024.
Nel novembre 2024, è stato annunciato che Thomas Haden Church si sarebbe unito al cast per la seconda stagione. Church interpreterà Phil, il ricco ma immaturo padre di Shane e zio di Will.

## Accoglienza
Il sito web aggregatore di recensioni Rotten Tomatoes ha riportato un punteggio medio del 43%, il che significa che 6 delle 14 recensioni dei critici sono state positive. Il consenso dei critici del sito web recita: "Tires fa ridere un po' prendendo in giro la personalità consapevole di Shane Gillis, ma questa sitcom poco ambiziosa dovrà aumentare l'ispirazione per ottenere una vera trazione". Metacritic, che usa una media ponderata, ha assegnato un punteggio di 44 su 100 basato su 9 critici, indicando "recensioni contrastanti o nella media".
Molti recensori hanno trovato lo spettacolo un diversivo leggermente divertente ma poco degno di nota nella sua premessa. Brian Tallerico di RogerEbert.com ha scritto: "Tires non è una novità, ma devo ammettere di essere stato in qualche modo rinfrescato da una commedia che non aspira a fare molto di più che far ridere la gente". Scrivendo per il Washington Post, Lili Loofbourow ha descritto la posta in gioco come “esigua o inesistente” e il conflitto come minimo, dichiarando lo spettacolo semplicemente “buono”. In una recensione positiva, John Anderson del The Wall Street Journal ha scritto che "quando [lo spettacolo] funziona è esilarante". Ha inoltre elogiato la capacità degli autori di trovare il giusto mix di offensività nelle battute, ipotizzando che lo spettacolo potrebbe "essere una mappa per il futuro, o un futuro, della commedia". In una recensione negativa, Robert Lloyd del Los Angeles Times ha descritto l'umorismo come troppo "intenzionalmente infantile" e ha affermato che "non ha riso una volta".